# مارتن أوكونور
مارتن أوكونور (بالإنجليزية: Martin O'Connor)‏ (10 ديسمبر 1967 بوالسال في المملكة المتحدة - ) هو لاعب كرة قدم بريطاني في مركز الوسط. شارك مع منتخب جزر كايمان لكرة القدم. أما مع النوادي، فقد لعب مع برمنغهام سيتي وشروزبري تاون وكريستال بالاس ونادي بيتربورو يونايتد ونادي والسول ونادي كيدرمينستر هاريرز لكرة القدم وبرومزغروف روفرز ‏.

## وصلات خارجية
- مارتن أوكونور على موقع قاعدة بيانات كرة القدم.إي يو (الإنجليزية)
- مارتن أوكونور على موقع Soccerbase.com (لاعب) (الإنجليزية)